# Peter Tudvad
Peter Tudvad (født 27. april 1966) er en dansk filosof og forfatter, der gennem flere år har beskæftiget sig med Søren Kierkegaard og hans samtid.
Tudvad blev angrebet af politiet under urolighederne den 18. maj 1993, til trods for at han blot var tilskuer. Hans sag imod politiet førtes igennem helt til højesteret, hvor han fik medhold og tildeltes erstatning.
Tudvad blev cand.mag. i filosofi med sidefag i teologi og statskundskab fra Københavns Universitet i 1997. Han har været fast kommentator i Berlingske Tidende 1996-1998 og var fra 1999 til 2005 ansat ved Søren Kierkegaard Forskningscenteret ved Københavns Universitet. Han forlod jobbet efter et voldsomt opgør med kollegaen Joakim Garff. Stridens kerne var Garffs Kierkegaard-bog SAK, som Tudvad mente var videnskabeligt uredelig. Striden fandt først sin afslutning 13 år senere, ved et dobbeltinterview ved Dagbladet Information.
Tudvads egen bog Kierkegaards København fra 2004 opnåede en tredjeplads ved Dansk Historisk Fællesråds prisuddeling Årets historiske bog samme år.
Peter Tudvad har siden arbejdet som freelanceskribent og foredragsholder. Han udgav i 2013 romanen Forbandelsen som gengiver Kierkegaards liv og levned.